# 房安
房安（？—1423年），字子靜，汝陽人，明朝政治人物。
洪武年间，由太學生升任北平按察僉事，累官至工部侍郎。出任山東右參政，改四川参政，調交趾参政，为官有声望。永乐二十一年，因病去世。